# Família Kujō
La família Kujo (Kujo-ke, escriptura correcta: Kujo) era una família de nobles i aristòcrates de la cort que eren els descendents directes del llinatge Kujo del clan Fujiwara del nord. Com a família aristocràtica, l'estatus de la família era el de família regent, i com a membre de la noblesa, l'estatus de la família era el de família de ducs. La família Konoe era el cap de les Cinc Cases Regents i tenia un alt estatus familiar comparable al d'una família de ducs.

## Història

### Període Kamakura
La família té les seves arrels a Kujo Kanezane, el sisè fill de Fujiwara no Tadamichi, el cap del clan Fujiwara del Nord. Kanezane és conegut com l'home que es va convertir en regent i canceller pels aliats de Minamoto no Yoritomo, el primer shogun del shogunat de Kamakura, alhora que estava en desacord amb el seu nebot Konoe Motomichi, que estava sota la protecció de l'emperador Go-Shirakawa. El nom de la família Kujo prové del nom del fundador, Kanezane, però també s'anomenaven "Touka" pel nom del temple Kujo.{Nota nº. 1} Kanezane va perdre més tard una lluita pel poder a la Cort Imperial contra Minamoto no Michichika (Tsuchimikado Michichika) i es va veure obligat a dimitir. Després de Kanemichi, es va convertir en el cap del clan Tachibana i va heretar la posició de Koremasa, el cap de facto del clan Tachibana.
El fill gran de Yoshitsune, Michiie, va enviar el seu tercer fill, Yoritomo, a Kamakura com el quart shogun (shogun regent) perquè la germana petita de Yoritomo era el seu besnét Michiie era el regent com a oncle matern de l'emperador Chukyo, però després de la Guerra Jokyu, va prendre el lideratge a la Cort Imperial perquè el seu sogre, Saionji Kintsune, era pro-Shogunat. A més, Michika es va convertir en el Kanto Shinji i va obtenir una forta influència sobre el shogunat. També va aconseguir nomenar no només el seu fill gran, Norizane, sinó també el seu segon fill, Yoshizane, i el seu quart fill, Saneyuki, com a regents, el primer esdevenint el fundador de la família Nijō i el segon la família Ichijō.
No obstant això, el 1246, l'anterior shogun, el quart shogun de Kamakura, Kujo Yoritsune, va ser enviat de tornada a Kyoto, i Michiie va ser destituït de la seva posició com a Kanto Shinji (Perturbacions del Palau). A més, la família Kujo va ser sospitosa d'estar implicada en la rebel·lió liderada per Ryogyo el 1252, i el fill de Yoritsune, el cinquè shogun de Kamakura, Fujiwara no Yoritsugu, va ser destituït del seu càrrec. El net legítim de Michiie, Kujo Tadaie, també va ser destituït del seu càrrec de ministre de la Dreta després de ser castigat per l'emperador Gosaga el 20 de juliol, i Michiie també va morir sobtadament al febrer enmig de l'agitació, fent que la família Kujo perdés tot el seu poder.

## Conflicte per la successió
Michiie va lliurar una carta de disposició (similar a un testament) al fill de Norizane, Tadaie, afirmant que els diaris i altres documents, que eren les herències més importants per als aristòcrates de l'època, es transmetrien a través de la família Ichijo al seu quart fill, Saneyuki, però que el càrrec de cap de família, responsable dels drets administratius del temple de Tofuku, va ser el primer per a la seva família el fill, Kujo Tadaie, i després pel descendent d'aquests dos homes amb el càrrec oficial més alt (el cap de família).
El fet que Michiie considerés Tadaie com el seu successor es pot deduir del fet que la cerimònia de la majoria d'edat de Tadaie l'any 1238 es va dur a terme d'acord amb el precedent de Fujiwara no Tadamichi i Kanezane, pare i fill, i del fet que quan Tadaie va emmalaltir el maig de 1246, Michiie va presentar una petita petició a Kasuga monjos, qui pot succeir-lo a la família és el net legítim”. Es creu que Michiie no tenia cap intenció de substituir Tadaie per un sutra real com a mínim. D'altra banda, Michiie no va reconèixer el seu segon fill, Yoshizane, a qui no li agradava des de la infància, com el seu descendent i no li va donar cap propietat. No obstant això, el fill gran de Yoshizane, Michiyoshi, va continuar ascendint en les files i va ser considerat un candidat a regent. Després de la mort de Michiie, quan la seva filla Toshiko va morir, Ichijō Sanetsuchine es va negar a rebre la propietat de Toshiko, que havia de ser lliurada al seu fill Ietsune segons els desitjos de Michiie, i en canvi la va lliurar al seu germà gran, Yoshizane, reconciliant així les famílies Ichijō i Nijō. D'altra banda, a causa de l'impacte de l'incident de l'acomiadament de Yoritsugu, es creia que seria difícil que el llinatge de Tadaie succeís el càrrec de regent. D'altra banda, Yoshizane, que tenia una bona relació amb Kamakura, esdevingué regent dos anys més tard.
El 1265, el conflicte entre les dues famílies es va intensificar quan la família Ichijo va plantejar una objecció a Tadanori, el fill gran de Tadaie, que en realitat heretés la terra que se suposa que li havia de passar Senninmon'in (Kujo Hikoshi) segons la disposició anterior. Tot i que Tadanori es va convertir més tard en el regent, en el moment en què va sorgir el problema, no era més que un conseller shonii (segon rang superior), i segons la percepció de la noblesa de la cort en aquell moment, no hi havia possibilitat que mai es convertís en regent. Tadaie Kujo va ser finalment reintegrat al poder l'any 1273, 21 anys després de la seva caiguda, quan va ser nomenat regent. El seu fill Tadanori va ser nomenat regent el 1291, i la família Kujo també va complir els requisits per a la carta de càstig Michiya, amb la qual la família Ichijo, amb qui no hi havia una posició establerta de la seva família, no havia renunciat a la seva família. la línia legítima de la línia Kujo. El 1287, el fill de Yoshizane, Nijō Morotada, va ser nomenat regent, i la família Nijō es va establir com a família regent.
Tanmateix, l'any 1304, Uchizane Ichijo va morir sobtadament abans de ser nomenat com a regent, i aquesta vegada van sorgir sospites que la família Ichijo no havia complert la disposició prescrita per Michika. Durant la cerimònia d'entronització de l'emperador Godaigo el 1318, va sorgir una disputa entre Kazan-in Iesada i el fill gran d'Uchizane, Ichijo Uchitsune, sobre l'ordre de la processó (Masukagami). Això demostra que almenys Iesada de la família Seiga no considerava a Naikyo, que no era fill del regent, com a regent (la línia legítima de la línia Kujo). Aquesta situació es va resoldre l'any següent quan Naikyo es va convertir en Kanpaku, però la família Kujo va considerar injust el monopoli de la família Ichijo sobre la posició de cap de família i va pressionar l'emperador Godaigo perquè rectifiqués la situació, i el 1324 l'emperador va emetre un decret imperial a la família Kujo en què s'indicava que el cap de família havia d'assumir el càrrec de cap de família (Document de la família Kujo).

## Resolució del problema del llinatge
Durant el període de les Corts del Nord i del Sud, quan Tsunemichi Ichijo va morir el 1365 durant el període de la Cort del Nord, Tsunemichi Kujo, que era la segona família més poderosa després de la família Ichijo, es va queixar a l'emperador Go-Kogon que el fill de Tsunemichi, Kofusa Tsune, s'estava anomenant injustament el "cap de la família". En aquella època, el sistema de primogenitura s'anava fent habitual i, segons aquesta lògica, la família Kujo, descendents del fill gran de Michiie, eren els hereus legítims del capçal familiar. En resposta, Fusatsune va argumentar: "Només perquè el fundador de la família Kujo fos el fill gran no vol dir necessàriament que fos l'hereu legítim d'aquesta escola. Va ser perquè Ichijo Sanetune va ser succeït com a cap de família per Kujo Michiie que documents com el Gonijo Moromichiki, Gyokuyo i Gyokuyo, i els autors polítics del llinatge Kujo han estat recolzats del llinatge Kujo". En resposta, Kujo Tsuneyoshi va argumentar: "La successió a Sanetune va ser una mesura presa perquè Kujo Tadaie era un nen petit Si Kujo Norizane hagués viscut més temps, això no hauria passat., no?" En resposta a això, l'emperador Go-Kogon, després de verificar la còpia autèntica de la carta de disposició contra Michika presentada per la família Kujo, va emetre un decret imperial a la família Kujo el 29 de novembre de 1365 (el 4t any de l'era Joji) el mateix any, dictaminant que "l'últim testament de Michika era per al cap de família, ell i el cap de família Kujo qualificats per fer-ho, tenien el mateix rang que descendents legítims".

## Del període Sengoku al període Edo
Durant el període Sengoku, el cap de la família, Kujo Masamoto, es va veure obligat a retirar-se al camp durant un temps després d'assassinar el seu administrador, Karahashi Arikazu.
El net de Masamoto, Kujo Tanemichi, no tenia fills, per la qual cosa va adoptar el seu besnebot (nét de la seva germana gran Tsuneshi i Nijō Tadafusa) Kujo Kanetaka, i li va lliurar el cap de la família el 1574 (els tres germans menors de Kanetaka, Nijō Akizane, Nijō Akizane, la família Nijōa, i la família Tadafusa, Nijōa, i també els Nijōijigo ji i la família Takatsukasa, respectivament). Kanetaka va exercir com a regent dues vegades, del 1578 al 1581 i del 1600 al 1604. El 1604, el seu fill Kujo Yukiie (que en aquell moment es deia Tadaei, però més tard va canviar el seu nom) es va casar amb Toyotomi Kanshi, {nota nº. 2} mentre va quedar commocionat per la mort sobtada del seu príncep Hachi i la seva filla imperial Tohi el cap de la família a Yukiie i es va retirar per convertir-se en monjo. Malgrat aquesta desgràcia, la família Kujo es va relacionar amb els clans Toyotomi i Tokugawa a través del matrimoni de Masako i Yukiie.
Com el seu pare, Yukiie va servir com a regent dues vegades durant el seu primer mandat (1608-1612), va actuar d'acord amb els desitjos del shogunat d'Edo i va persuadir l'emperador Goyozei, la relació del qual amb el shogunat s'havia deteriorat, d'abdicar en favor del príncep Masahito (emperador Gomizu). Durant el seu segon mandat (1619-1623), va treballar dur per assegurar l'entrada de Tokugawa Kazuko (Tofukumon'in) a la Cort Imperial. També va tenir un paper clau en la supervivència de l'escola Kyoto Kano protegint tres generacions de pintors Kyoto Kano (Sanraku, Sansetsu i Eino) i salvant-los de la crisi.
Durant l'era Kan'ei, Michimoto, el tercer fill de Yukiie, va restaurar la família Matsudono i els va convertir en famílies regents només per una generació. Com a resultat, la família Kujo va tenir el feu més gran de qualsevol noble de la cort, superant la família Konoe, i van construir una gran propietat i van afirmar ser la línia legítima del llinatge Kujo.
Tanmateix, durant el període Edo, els caps de família sovint morien joves, i els nens adoptats eren acceptats de les famílies Takatsukasa i Nijo (Kaneharu i Yukitsune de la família Takatsukasa, i Suketsugu i Naotada de la família Nijo). Durant el final del període Edo, la filla de Naotada, Shuko (Emperadriu vídua Eisho), es va convertir en la consort de l'emperador Komei.

## Després del període Meiji
El cap de família en el moment de la Restauració Meiji, Michitaka Kujo (nascut l'1 de maig de 1837 i mort el 4 de gener de 1906), es va distingir a la Guerra de Boshin com el governador general d'Oshu i Uzen. En reconeixement als seus èxits, va rebre un premi de 800 koku el 1869.
El 17 de juny del mateix any, quan els funcionaris administratius van fusionar els nobles de la cort i les famílies daimyo per crear el sistema de noblesa, la família Kujo, com a antics nobles de la cort, va ser inclosa a la noblesa.
El 1876, la residència de Michitaka era a Kanda Nishikicho, barri de Kanda, ciutat de Tòquio.
El 7 de juliol de 1884, quan la Llei de noblesa va entrar en vigor i la noblesa es va dividir en cinc famílies nobles, Michitaka, com a antic regent, va rebre el rang més alt de duc. El mateix any, Michitaka va ser nomenat sacerdot en cap i camarlenc de Musk.
L'esposa de Michitaka, Kazuko, era filla de Muneyoshi Mune, l'antic senyor de Tsushima.
Michitaka va morir el 4 de gener de 1906, i el seu fill gran Michizane (nascut el 15 de desembre de 1869, mort el 19 de gener de 1933) va heretar el títol. Michizane va estudiar al Regne Unit i després de tornar al Japó es va unir al Ministeri de la Casa Imperial, on va servir com a oficial cerimonial, camarlenc, sacerdot en cap adjunt i sacerdot en cap. També va servir com a duc a la Cambra dels Lords i com a president del Consell de la propietat hereditària. L'esposa de Michizane, Keiko, era la segona filla del comte Koei Otani.
A més, el quart fill de Michitaka, Kujo Yoshimasa, i el cinquè fill, Kujo Yoshimune, es van convertir en baró després de separar-se de la família Kujo (Família Baró Kujo (Yoshimasa), Família Baró Kujo (Yoshimune)). El fill de Kujo Naotada, Tsurudono Tadayoshi, també va rebre el títol de baró (Família Tsurudono).
Quan Michizane va morir el 19 de gener de 1933, el seu fill gran Michihide (nascut el 9 d'agost de 1895 i mort el 27 de maig de 1961) va heretar el títol de duc.[23] Va servir com a Lord Segell Privat i com a duc a la Cambra dels Lords. L'esposa de Michihide, Fumiko, era la segona filla del comte Shimazu Tadamasa.
Fins i tot després que el segon cap del ducat de Kujo, Michizane, heretés el títol, el ducat de Kujo va continuar mantenint l'estil de vida tradicional de la noblesa. El cap de la sala d'estar de la família es va traslladar de Kyoto a Fukuyoshicho, Akasakadai, i la llengua familiar es va limitar al dialecte del palau. A més, als servents de rang inferior al de la llar se'ls prohibia parlar amb el cap de família. Aquest estil de vida va canviar quan Michizane va morir el 1933 (Showa 8) i Michihide el va succeir al títol. El cap de la sala d'estar de la família va ser donat al Museu Imperial de Tòquio (ara l'edifici Kujokan als jardins del Museu Nacional de Tòquio).

## Cap principal
- Kujo Kanezane (1149 - 1207)
- Kujo Yoshitsune (1169 - 1206)
- Michiie Kujo (1193 - 1252)
- Norizane Kujo (1210 - 1235)
- Tanemichi Kujoo (1507 - 1594)
- Kujo Kanetaka (1553 - 1636)
- Ifusa (1609 - 1647)
- Kaneharu Kujo (1641 - 1677)
- Sukezane Kujo (1669 - 1730)
- Kujo Morotaka (1688 - 1713)
- Yukinori Kujo (1700 - 1728)
- Kujo Tanenori (1725 - 1743)
- Kujo Naozane (1717 - 1787)
- Sukeie Kujo (1769 - 1785)
- Suketsugu Kujo (1784 - 1807)
- Kujo Naotada (1798 - 1871)
- Yukitsune Kujo (1823 - 1859) - L'últim regent Kujo
- Michitaka Kujo (1839 - 1906) - L'últim cap del clan Fujiwara, pare de l'emperadriu Teimei
- Izane Kujo (1870 - 1933)
- Michihide Kujo (1895 - 1961) - L'últim duc de Kujo
- Michihiro Kujo (1933 - 2017) - Sacerdot en cap del santuari Heian
- Kujo Michinari (1968-) - 35è cap de família, sacerdot en cap del santuari Meiji

## Favors familiars
Minamoto no Suenaga va servir a Kanezane com a majordom, i el seu llinatge es va convertir en la família Shinano-Koji, una branca del clan Kujo. Durant el període Edo, a més de la família Shinanokoji, la família Tokukoji, la família Ishii, la família Asayama, la família Ugo, la família Shiba, la família Shimada, la família Yano i la família Hinatsu van servir com a Shodaifu.
Durant generacions, el clan Tachibana va servir com a administradors de la família regent, però des de Tachibana no Isamasa, han servit a la família Kujo.

## Ruïnes de la mansió Kujo

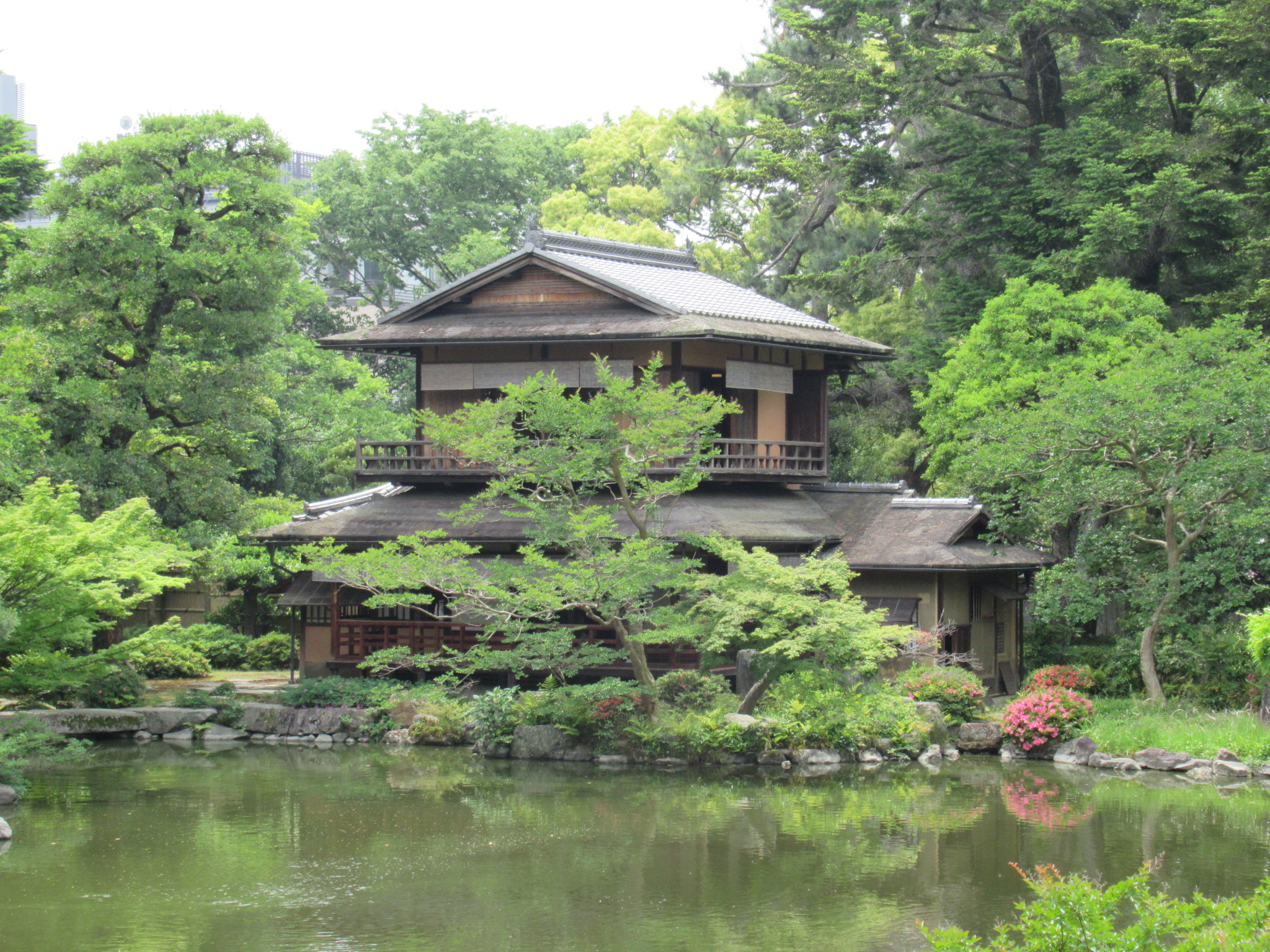
L'estany Kujo encara existeix a les ruïnes de la residència Kujo a Kyoto Gyoen. Al centre de l'esquena hi ha Shusuitei (foto presa el 22 de febrer de 2014)

La residència de Kujo a principis del període modern es remunta a 1606, quan es va construir per al casament de Kujo Yukiie i Masashi. L'any següent, 1605, la residència va ser traslladada al sud-est del Palau Imperial, on es van construir jubilats la residència de Yukiie i la residència de jubilats del seu pare Kanetaka. Després d'això, es va construir una residència inferior a l'oest del Palau Imperial, i la residència anterior es va anomenar la residència superior. No obstant això, la residència superior va ser destruïda en un incendi el 1661. La residència inferior va ser destruïda en un incendi el 1673, i la família Kujō va viure a la residència superior reconstruïda. La residència superior es va incendiar el 1708, però va ser reconstruïda com a residència principal el 1709, i va romandre fins a la Restauració Meiji.
L'any 10 de Meiji (1877), el lloc de la família Kujo va ser comprat pel govern. L'edifici principal i altres edificis importants es van traslladar a la residència Kujo a Tòquio. A la part sud-oest de Kyoto Gyoen, només es manté la part del jardí. A l'illa central de l'estany del jardí anomenat Kujo Pond, hi ha el santuari d'Itsukushima, que era un santuari, i a la vora de l'estany, hi ha una elegant casa de te anomenada Suitei-tei. A Showa 9 (1934), l'apartament del propietari, que havia estat traslladat de Kyoto, va ser donat al Museu Nacional de Tòquio i anomenat "Kujokan".

## Propietat de la família Kujo

### Finca feudal
A principis del període Kamakura, la família Setsuki es va dividir entre la família Kujo i la família Konoe a causa del conflicte polític entre Kujo Kanemi i Konoe Motomichi en aquell moment. El centre del territori de la família Kujo era el territori cedit per la germana de Kanemi, l'emperador Kamonin Seiko, al fill de Kanemi, Yoshimichi, el 1180 (4t any del regnat), i 11 dels territoris Saikatsu Kongo-in, 34 territoris Kujo, província d'Omi Yorijin, província d'Izumi, País de Settsu, País d'OmiHi ha gent d'Obansha, etc.
El 1204 (el primer any de Genkyu), Kanemi va crear una escriptura de disposició per preservar el territori, i un total de 60 cases senyorials s'enumeren.
El 1250 (2n any de Kencho), el net de Kanemi, Kujo Michiie, va preparar una carta de disposició per assegurar el territori, i el nombre total de llocs va arribar a 112. En aquest moment, el territori cedit a Ichijo Mitsutsune es va convertir més tard en la base del domini de la família Ichijo, i el territori cedit a la família Kujo Tadake més tard va absorbir el primer mandat de les dones i es va convertir en el centre del territori de la família Kujo.
No obstant això, des del final del període Kamakura fins a l'agitació de les dinasties del nord i del sud, el territori de la família Kujo va declinar gradualment, i el 1396 (Onaga 3), només quedaven 16 llocs com a Tochigyo. Al final del període dels Regnes Combatents, l'inventari familiar enumerava 21 llocs, però ja eren una formalitat.
L'alçada del territori en el període Edo va ser de 2000 koku al principi, i més tard de 3000 koku.

### Feus de Bakumatsu
El territori de la família Kujo al final del període Edo, calculat a partir de la "Base de dades de llibres d'interrogació d'antics territoris alts i antics" del Museu Nacional d'Història del Japó, és el següent. (7 pobles, 3.052 pedres)
- Fora del districte d'Atago, província de Yamashiro - 3 pobles
  - Fora del poble d'Ichijoji - 22 pedres
  - Fora del poble de Matsugasaki - 252 Ishiyo
  - Fora del poble de Shizuhara - 101 Ishiyo
- Fora de la província de Yamashiro - 1 poble
  - Fora del poble d'Enmyoji - 712 pedra
- Fora del districte de Kii de la província de Yamashiro - 2 pobles
  - Fora del poble de Fukakusa - 623 Ishiyo
  - Del poble de Higashikujo - 340 pedres
- Fora del districte de Toshima, província de Settsu - 1 poble
  - Fora del poble d'Ikeda - 1.000 pedres

### Propietat post-Meiji
Meiji 3/12/10Ieroku és ara de 1297 pedres 9 dou als Estats Units {nota n. 3} A més, a causa dels mèrits de guerra de Kujo Michitaka a la Guerra Boshin, va ser guardonat amb 800 koku a Meiji 2.
Basant-se en l'Ordenança per a l'emissió de certificats de bons públics Kinroku del 5 d'agost de Meiji 9, la quantitat de bons Kinroku pagats a canvi d'Ieroku i Prize Roku és de 61.070 iens, 59 sen, 8 厘 (108è entre els beneficiaris xinesos). Entre les antigues famílies reials, va ser la segona quantitat més alta de deute públic després de la família Sanjo i la família Iwakura.
L'any 22 de Meiji (1889), l'emperador Meiji va donar un total de 100.000 iens a les cinc famílies dels antics Cinc Regents: la Família del Duc Konoe, la Família del Duc Takashi, la Família del Duc Kujo, la Família del Duc Nijo i la Família del Duc Ichijo. Era la consideració de l'Emperador evitar la caiguda dels antics Cinc Regents, que tenien una relació especial amb la Família Imperial. Això va portar a l'establiment de l'"Antic Dojo Kazoku Kei Grant" amb els propis diners de l'emperador a partir del 27è any de Meiji (1894), i els interessos van començar a ser distribuïts a l'antic Dojo Kazoku. Com a resultat, la família Kujo va poder rebre un dividend de 900 iens dues vegades a l'any com a duc i marquès de l'antiga família Dojo.

## Commonwealth

### família Nijo afluent i família Ichijo
Per a més detalls, vegeu "Família Nijo" i "Família Ichijo". Com a famílies de branques de la noblesa de la cort i l'aristocràcia, hi havia la família Nijo, l'avantpassat de la qual era el segon fill de Kujo Michiie, Yoshizane, i la família Ichijo, l'avantpassat de la qual era el quart fill de Kujo Michiie, Sanetsune. Ambdues famílies tenien el rang de Sekke com a nobles de la cort i les famílies de ducs com a iguals.

### Família Hachijo
El fill de Kanezane Kujo, Yoshisuke, és tractat de vegades com una família Hachijo separada de la família Kujo.
Això es deu al fet que Kanemichi va tenir un fill amb l'esposa de l'emperador Hachijo-in, Sanmi no Tsubone (la filla de Takashina Moriaki i concubina de l'emperador Mochihito) {nota n. 4} que estava en conflicte amb Kanemichi, i així li va néixer Yoshisuke. En realitat, hauria d'haver estat abandonat, però va ser adoptat per l'emperador Hachijo-in, que era el patró de Sanmi no Tsubone, i va guanyar protagonisme (aquest no era el desig de la família Kujo o Kanemichi).

### Família Toyama
El llinatge del fill de Kujo Kanezane Ryohei s'anomena família Toyama.[41] La família es va extingir fins a la mort de Tadamoto el 1263.

### Família Tsukinowa
Va ser establerta a mitjans del període Kamakura per Motoie Kujo, el tercer fill de Yoshitsune Kujo i ministre de l'Interior de segon rang. El nom de la família Tsukinowa prové del fet que Kanezane, el primer cap de la família Kujo, vivia a la Vila Tsukinowa a la regió oriental de Kyoto i s'anomenava Regent Tsukinowa. La família també s'anomena família Tsurudono perquè Motoie es deia Tsurudono. La família va morir l'últim amb Tsukinowa Iesuke, el Gran Ministre d'Estat amb el rang de Segon Grau Júnior, que va morir el 1455 durant el període Muromachi final. La família del baró Tsurudono, que s'enumeren a continuació, va ser fundada com un renaixement d'aquesta família.

### Shogunat Kamakura
El fundador de la família va ser Kujo Yoritsune, el tercer fill de Kujo Michiie, que es va convertir en el quart shogun del shogunat Kamakura el 1226. La família es va extingir quan el cinquè shogun, Yoritsugu, va ser enviat de tornada a Kyoto pel clan Hojo el 1251 i va morir el 1256.

### Renaixement de la família Matsudono
Per a més detalls, vegeu "Família Matsudono" Durant el període Edo, Michiaki, el fill del regent Kujo Yukiie, i Tadataka, el segon fill del regent Kujo Naozane, van restaurar la família Matsudono, una antiga família regent que s'havia extingit dues vegades, però ambdues vegades la família es va extingir en una generació.

### Família del baró Tsurudono
Per a més detalls, vegeu "Família Tsurudono" Va començar quan Tadayoshi, el cinquè fill del regent Kujo Naotada, que s'havia convertit en monjo durant el període Edo, va tornar a la vida secular a principis del període Meiji i va tornar a la família Kujo. El desembre de 1889, es va separar de la família Kujo per establir la família Tsurudono, que va ser classificada com una família baronial de la noblesa. L'origen del nom de la família Tsurudono és un altre nom de la família Tsukinowa esmentada anteriorment. Per obtenir més informació sobre la família, vegeu Família Tsurudono.

### Baró Kujo (bon govern)
La família es va originar el març de 1902 quan Yoshimasa, el quart fill del duc Kujo Michitaka, un gran cordó de primer rang de l'orde del tresor sagrat, es va separar de la família Kujo Duke.
Segons un document del 19 de febrer de 1902 del Ministeri de la Casa Imperial titulat "La qüestió de l'atorgament del títol de baró a la noblesa per ordre especial de Kujo Yoshimasa" inclòs en els "Registres d'adjudicacions de judicis" (Meiji 34-1905), el Ministeri de la Casa Imperial, en resposta al procediment de separació de la família de Yoshi per al registre de la família de Yoshi, va separar la família de Yoshi shimasa s'havia de registrar com una família separada, es convertiria en plebeu. No obstant això, com que era membre de la família Kujo, que tenia una profunda connexió amb la família imperial, i com que el seu pare Michitaka havia servit com a governador general d'Oshu durant la guerra de Boshin i havia rebut un premi de 800 koku, el Ministeri va determinar que Yoshimasa hauria de rebre el títol de baró dins de la noblesa. El Ministeri llavors va decidir que l'aprovació de l'emperador Meiji es va donar el 22 del mateix mes, i Yoshimasa va ser classificat com a baró dins de la noblesa a partir del 10 de març.
Més tard, Yoshimasa es va graduar a Gakushuin i va servir com a oficial del shogunat a principis del període Showa, vivint a Kitazono-cho, Shimogamo, Sakyo Ward, ciutat de Kyoto. La primera esposa de Yoshimasa, Shigeko, era la tercera filla del marquès Nabeshima Naohide, i la seva segona esposa, Yoshiko, era la filla gran de Niwata Shigefumi.

### Baró Kujo (Yoshitaka)
La família es va originar quan el duc Kujo Yoshimune (el cinquè fill del duc Kujo Michitaka, un gran cordó de primer rang de l'Ordre de l'Espasa Sagrada), (el germà petit de l'esmentat Yoshimasa), es va separar de la família Kujo Duke el març de 1908.
El març de 1900, Yoshimune va ser adoptat per la família del duc d'Ichijo i va canviar el seu nom a Michiyoshi, però l'octubre de 1907 es va divorciar i va tornar al registre familiar de la seva família natal, el duc de Kujo.
Més tard, Yoshimune va intentar crear la seva pròpia família separant-se de la família Kujo Duke, però com que crear una família separada significaria que seria registrat com a plebeu, va ser necessari que Yoshimune s'unís a la noblesa. Segons un document del Ministeri de la casa imperial de 16 de març de 1908, inclòs en el registre de premis (1908-1909), Yoshimune era el germà petit de la princesa Corona (després emperiu Teimei), i es va considerar inapropiat per la dignitat de la família imperial per reduir algú del llinatge tan noble.
A principis del període Showa, la residència de la família del baró Kujo Yoshimune es trobava a Fukuyoshicho, barri d'Akasaka, Tòquio.
Yoshimune no va tenir fills, i el seu germà petit Yoshitsune va ser adoptat. No obstant això, quan Yoshimune va morir el 2 d'agost de 1940, els tràmits per a la successió al títol no es van dur a terme i Yoshimune va perdre el seu títol.

### Família de branca autoproclamada
El clan Ooka, que va produir les primeres famílies modernes daimyo i aristocràtiques, afirmen ser descendents de la família Kujo. Segons la tradició de la família Ooka, Ooka Tadakatsu, net de Tadanori, descendent de Kujo Norizane, va servir a Matsudaira Hirotada i es va convertir en el fundador de la família.